# كأس تونس 1958–59
كأس تونس لكرة القدم 1958-1959 هو الموسم رقم 4 منذ الاستقلال وال29 منذ إنشائه من كأس تونس لكرة القدم.

فاز بهذا الموسم النجم الرياضي الساحلي، وجاء ثانيا الترجي الرياضي التونسي.

## روابط خارجية
- الموقع الرسمي للجامعة التونسية لكرة القدم.